# Parc national des Prairies
Le parc national des Prairies (en anglais : Grasslands National Park) est un parc national canadien en cours de constitution dans la province de la Saskatchewan La superficie à terme de ce parc national sera d'environ 900 km2 (497,3 km2 en 2016).
La rivière Frenchman traverse ce parc national.